# Wilhelm Remplbauer
Wilhelm Remplbauer (* 12. Mai 1933 in Ottnang am Hausruck; † 9. Juni 1992 in Linz) war österreichischer Politiker (SPÖ) und Hauptschuldirektor. Remplbauer war von 1972 bis 1975 Mitglied des Bundesrates und von 1975 bis 1990 Abgeordneter zum österreichischen Nationalrat.

## Leben und Wirken
Remplbauer besuchte nach der Volksschule in St. Marien eine Hauptschule in Linz, und danach die Bundeslehrerbildungsanstalt in Linz. Er bestand in der Folge die Lehrbefähigungsprüfungen für Volks-, Haupt- und Sonderschulen und arbeitete anschließend als Volksschullehrer in Neukematen, Achleiten und Traun. Danach war Remplbauer als Hauptschullehrer und Lehrer an der Polytechnischen Schule in Ansfelden tätig und wurde schließlich Hauptschuldirektor in Traun. Remplbauer wurde zum Oberschulrat ernannt. 
Remplbauer war von 1973 bis 1992 Bürgermeister der Gemeinde St. Marien und hatte innerparteilich die Funktion des Bezirksparteivorsitzender der SPÖ Linz-Land inne. Des Weiteren war er Mitglied des SPÖ-Landesparteivorstandes und des Landesparteipräsidiums, Mitglied der Bundesparteikontrolle sowie Mitglied des Bezirksschulrats-Kollegiums und des Sozialhilfeausschusses Linz-Land. Remplbauer vertrat die SPÖ zwischen dem 22. Februar 1972 und dem 13. Oktober 1975 im Bundesrat und war vom 4. November 1975 bis zum 4. November 1990 Abgeordneter zum Nationalrat. 